# Alsodes nodosus
Alsodes nodosus é uma espécie de anfíbio anuro da família Alsodidae. É considerada quase ameaçada pela Lista Vermelha da UICN. Está presente em Argentina, Chile.